# 新乐清真寺
新乐清真寺，位于中国河北省石家庄市彭家庄村，为石家庄市新乐市的一个省级文物保护单位，类型为古建筑，公布时间为2001年2月7日。
新乐清真寺的历史年代为清代。